# ACube Systems
Az Acube 2007 januárjában alakult három olasz cég (Alternative Holding Group Srl, Soft3, Virtual Works) együttműködésének eredményeként.
Az együttműködés célja a Sam440ep platform megvalósítása volt. Az AmigaOS 4 körüli jogi huzavona miatt a platform támogatása csak az AmigaOS 4.1-ben jelent meg hivatalosan. Az operációs rendszer fejlesztője, a Hyperion Entertainment megállapodást kötött az Acube-bal, melynek révén a cég AmigaOS 4.0 szoftvereket szállított PowerPC-vel bővített "classic" Amigákhoz, majd saját terméküket, a Sam440 gépeket is AmigaOS-sel szállították a megrendelőknek.
Az Acube gyártotta elsőként sorozatban a nyílt forráskódú, Amiga 500-on alapuló, FPGA-ba integrált Minimig számítógépet.
2011. szeptember 19-én mutatta be az ACube Systems az AmigaOne 500 modellt, mely egy Sam460ex alaplap köré épült.
2017 februárja óta egy PowerPC platformon alapuló notebookon dolgoznak egy nonprofit szervezet számára, nyílt forráskódú keretek között.

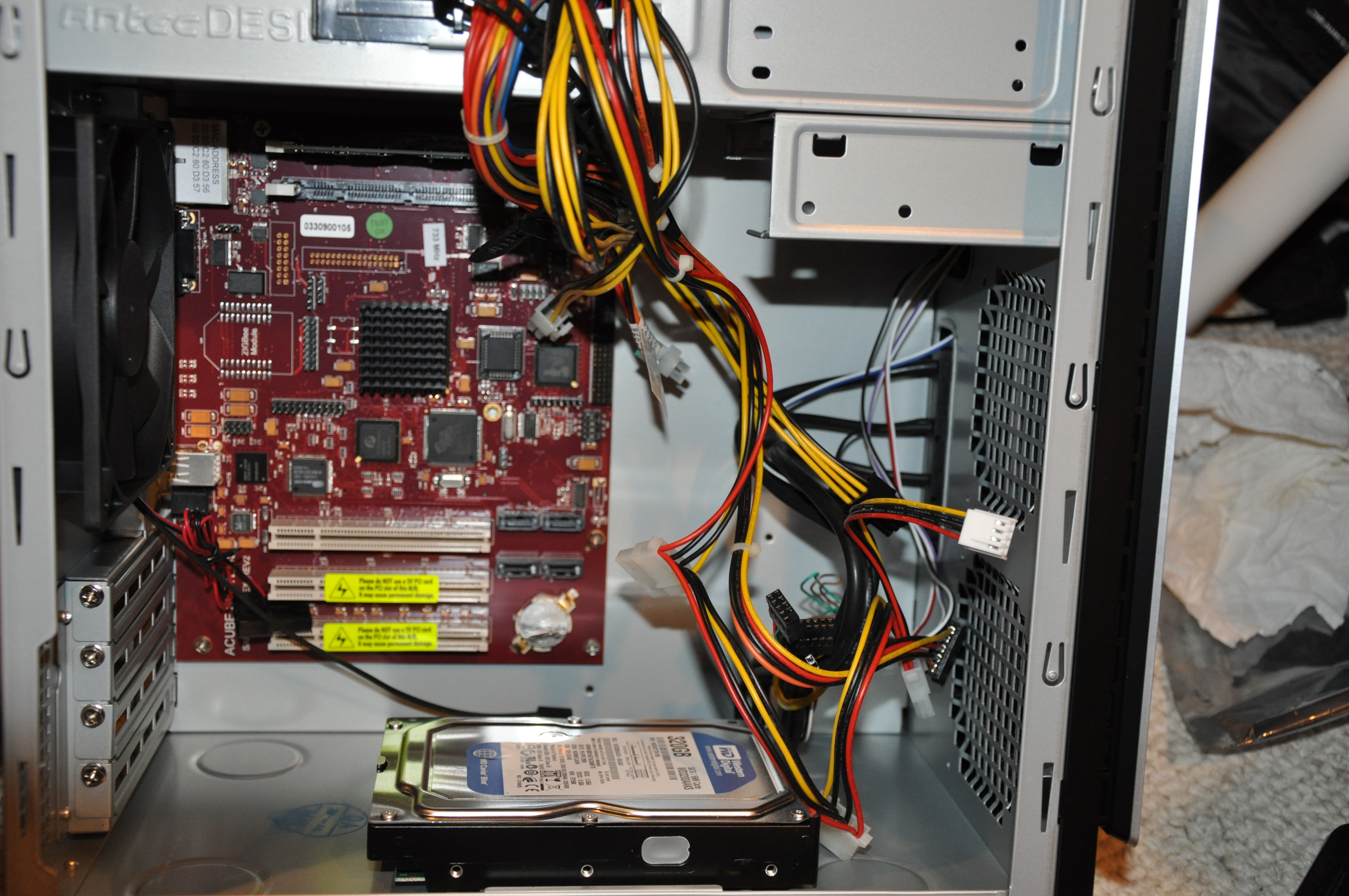
Sam440ep Flex alaplap beépítve

## Ajánlott szócikkek
- Amiga
- AmigaOS 4
- Phase5
- Minimig

## Fordítás
- Ez a szócikk részben vagy egészben  az   ACube Systems Srl című angol Wikipédia-szócikk fordításán alapul.  Az eredeti cikk szerkesztőit annak laptörténete sorolja fel. Ez a jelzés csupán a megfogalmazás eredetét és a szerzői jogokat jelzi, nem szolgál a cikkben szereplő információk forrásmegjelöléseként.